# 중일 용성전
중일 용성전(일본어: 日中竜星戦, 중국어 간체자: 日中龙星战, 정체자: 日中龍星戰)은 중국 용성전 우승자와 일본 용성전 우승자가 대결하는 대회이다.

## 대국규정
제한시간 각자 10분, 초읽기 30초 1회

## 덤
해마다 중국과 일본에서 번갈아 대회가 열리는데, 중국에서 열릴 때에는 중국 룰에 따라 덤이 7.5집이고 일본에서 열릴 때에는 일본 룰에 따라 덤이 6.5집이다.

## 역대 우승자
| 회수 | 연도 | 우승            | 전적 | 준우승      |
| ---- | ---- | --------------- | ---- | ----------- |
| 1    | 2014 | 구리            | 1-0  | 고노린      |
| 2    | 2016 | 퉈자시          | 1-0  | 유키 사토시 |
| 3    | 2017 | 미위팅          | 1-0  | 이치리키 료 |
| 4    | 2018 | 시바노 도라마루 | 1-0  | 커제        |